# 铜钱山水库
铜钱山水库是中国湖北省荆门市钟祥市境内的一座水库，位于汉江支流马家港河上，建于1974年。水库正常库容为2234万立方米，集雨面积为51平方千米，海拔为83米。